# Dirac (Charente)
 Dirac  es una población y comuna francesa, en la región de Poitou-Charentes, departamento de Charente, en el distrito de Angoulême y cantón de Soyaux.

## Demografía
| 620 | 579 | 807 | 1037 | 1260 | 1336 |
| Para los censos de 1962 a 1999 la población legal corresponde a la población sin duplicidades (Fuente: INSEE [Consultar]) |     |     |      |      |      |